# Diecezja Alba Pompeia
Diecezja Alba Pompeia (łac. Diœcesis Albæ Pompeiensis) – diecezja Kościoła rzymskokatolickiego we Włoszech, a ściślej w Piemoncie. Niemal wszystkie parafie diecezji położone są na terenie świeckiej prowincji Cuneo. Jedynie dwie - w Coazzolo oraz Castagnole delle Lanze - leżą w prowincji Asti. Diecezja została erygowana w IV wieku. Należy do metropolii Turynu.

## Główne świątynie
- Katedra: Katedra św. Wawrzyńca w Albie

## Biskupi
- biskup diecezjalny: Marco Brunetti
- biskup senior: Giacomo Lanzetti